# Körös nemzetközi InterCity
A Körös nemzetközi InterCity (Romániában Criș InterRegio) egy a MÁV és a CFR Călători által közlekedtetett InterCity vonat (vonatszám: 376/379), amely Budapest és Arad között közlekedik.

## Története
Az első járat 1976. május 30-án indult expresszvonatként Budapest-Keleti pályaudvar és Gyula között.
Az 1997/1998-as menetrendváltástól lett InterCity vonat, ekkor végállomása Gyula helyett Békéscsaba lett. (vonatszám 743/749).
2005/2006 menetrendváltástól meghosszabbították Temesvárig új vonatszámmal 43/49, később 78/79 vonatszámban közlekedett.
2020/2021 menetrendváltással megszűntették és helyette a Muntenia InterCity közlekedett.
2021. december 12-től újra inditották új vonatszámmal 376/379, de már csak Aradig közlekedik.

## Útvonala
A vonat Budapest-Keleti pályaudvarról indul Szolnok, Békéscsaba, Lőkösháza és Kürtös érintésével közlekedik.

## Megállóhelyei
| Megállóhelyek                     |
| --------------------------------- |
| 1. Budapest-Keleti                |
| 2. Szolnok                        |
| 3. Kétpó (csak Budapest felé)     |
| 4. Mezőtúr                        |
| 5. Gyoma                          |
| 6. Csárdaszállás (csak Arad felé) |
| 7. Mezőberény                     |
| 8. Murony                         |
| 9. Békéscsaba                     |
| 10. Kétegyháza                    |
| 11. Lőkösháza                     |
| 12. Curtici (Kürtös) ( Románia)   |
| 13. Arad                          |

## Vonatösszeállítás
A vonatot Budapest és Kürtös között általában a MÁV 470 sorozatú mozdonya vontatja. Kürtöstől Aradig a CFR mozdonyai továbbítják.
Vonatösszeállítás 2024. december 15-étől:
| Kocsiszám                                      | Típus                           | Útirány                                   |
| ---------------------------------------------- | ------------------------------- | ----------------------------------------- |
|                                                | MÁV 470 villanymozdony          | Budapest – Kürtös                         |
|                                                | CFR 41 villanymozdony           | Kürtös - Arad                             |
| 424                                            | CFR B11 (termes másodosztályú)  | Budapest - Arad                           |
| 425                                            | CFR B11 (termes másodosztályú)  | Budapest - Arad                           |
| 31                                             | START Bd (fülkés másodosztályú) | Budapest - Lőkösháza                      |
| 32                                             | START Bd (fülkés másodosztályú) | Budapest - Lőkösháza                      |
| 33                                             | START Bd (fülkés másodosztályú) | Budapest - Lőkösháza                      |
|                                                | START Bd (fülkés másodosztályú) | Budapest - Lőkösháza (péntek és vasárnap) |
|                                                | START Bd (fülkés másodosztályú) | Budapest - Lőkösháza                      |
| Budapest felé fordított sorrendben közlekedik. |                                 |                                           |